# Dirk Mädrich
Dirk Mädrich (* 16. Juli 1983 in Moers) ist ein ehemaliger deutscher Basketballspieler.

## Karriere
Seine Karriere begann in der B-Jugend des HTV Homberg (Stadtteil von Duisburg). Anschließend wechselte der bereits zwei Meter große Mädrich zur BG Dorsten in die 1. Regionalliga. In der Saison 2001/02 holte ihn Liviu Calin nach Braunschweig. Parallel begann der Innenspieler eine Ausbildung zum Bürokaufmann, die er auch erfolgreich abschloss. Schon als 18-Jähriger schnupperte er Erstligaluft, spielte aber hauptsächlich für den Kooperationspartner SG Braunschweig in der 1. Regionalliga. In der Spielzeit 2002/03 gelangen ihm beachtliche 9,3 Punkte und 5 Rebounds im Schnitt. Zudem durchlief Mädrich die Kaderschulung in der U20-, später auch in der A2-, zuletzt auch in der A-Nationalmannschaft.
Zur Saison 2004/05 kam dann der Wechsel zu GHP Bamberg. Der mittlerweile 2,11 Meter große und 100 kg schwere Mädrich hatte sich kontinuierlich verbessert, kam in durchschnittlich 6:58 Minuten Spielzeit zu 1,8 Punkten in der Bundesliga. In der kommenden Saison stand er wieder im Dress der BG/Energy Braunschweig nun schon 11,5 Minuten auf dem Feld, mit im Schnitt 3,1 Punkten und 2,1 Rebounds klar verbessert. In der Spielzeit 2006/07 wechselte er in die 1. französische Liga zu SIG Strasbourg, wo er zu ersten internationalen Einsätzen im ULEB-Eurocup kam und eine gute Rolle spielte. International rechtfertigte Mädrich das in ihn gesetzte Vertrauen mit 4,3 Punkten und 3 Rebounds. In der französischen Liga kam er in gut zwölf Minuten Einsatzzeit pro Spiel auf 5,3 Punkte und 3 Rebounds pro Spiel. 
Von 2007 bis 2009 folgten zwei Spielzeiten für den Bundesligisten Artland Dragons, für den er ebenfalls im ULEB-Eurocup zum Einsatz kam. Danach erfolgte ein Wechsel zu Olympiada Patron, allerdings bestritt er verletzungsbedingt nur acht Spiele und kehrte im Dezember 2009 nach Deutschland zurück. Die restliche Saison verbrachte Mädrich mit Reha-Maßnahmen. Zur Saison 2010/11 unterschrieb er beim Bundesligisten Gießen 46ers. 
Der Wechsel zum SC Rasta Vechta erfolgte im Oktober 2011. Beim niedersächsischen Drittligisten reifte Mädrich zu einem Führungsspieler. 12,8 Punkte und 6,5 Rebounds verbuchte der Center pro Spiel und schaffte so mit seiner Mannschaft den Aufstieg in die ProA, wo seine Quoten sich nicht veränderten und er mit dem Aufsteiger gleich wieder an die Tabellenspitze stürmte.
Nach dem Abstieg zurück in die ProA mit Vechta 2013/2014 verlängerte Mädrich seinen Vertrag bei Rasta Vechta nicht und verließ den Verein. Er unterschrieb daraufhin einen Vertrag bei den Telekom Baskets Bonn bis 2016. In seiner ersten Saison bei den Rheinländern (2014/15) wurde Mädrich im Schnitt knapp 15 Minuten pro Spiel eingesetzt und erzielte 8,2 Punkte und 3,8 Rebounds pro Partie. In der folgenden Spielzeit erzielte Mädrich 7,2 Punkte und 3,6 Rebounds pro Spiel. Für einen Center eher ungewöhnlich war seine Wurfstärke aus der Distanz: Er traf im Laufe der Saison 27 von 75 Dreipunktewürfen (36 % Wurfquote). Am Ende der Saison 2015/16 erhielt Mädrich keinen neuen Vertrag, da die Bonner nach einer sportlich enttäuschenden Saison einen vollständigen Neuaufbau des Kaders anstrebten. Zur Saison 2016/17 wechselte Mädrich daher zu den EWE Baskets Oldenburg.
Nach Ablauf seines Vertrages im Sommer 2017 kehrte Mädrich zum SC Rasta Vechta zurück und unterzeichnete beim ProA-Ligisten einen Vertrag zur Spielzeit 2017/2018. In dieser Saison wurde Mädrich mit den Niedersachsen Meister der zweithöchsten deutschen Spielklasse. In 35 Einsätzen erzielte er auf dem Weg zum Titelgewinn im Schnitt 8,1 Punkte. Anschließend verließ er den Verein. Im Juni 2019 verkündete er, nachdem er ein Jahr vereinslos war, sein Karriereende. Im Amateurbereich spielte er später beim Bürgerfelder TB (BTB Royals Oldenburg).